# Troppo caldo per giugno
Troppo caldo per giugno (Hot Enough for June) è un film del 1964 diretto da Ralph Thomas.
È una commedia di spionaggio interpretata da Dirk Bogarde, Sylva Koscina al suo debutto nel cinema britannico, Robert Morley e Leo McKern. È basato sul romanzo del 1960 Avventura a Praga (in inglese The Night of Wenceslas) di Lionel Davidson. L'edizione statunitense fu tagliata di 20 minuti e rinominata Agent 8¾ dal distributore Central Distributing.
Come parte di un numero di film di spionaggio realizzati sulla scia del successo della serie di James Bond, il direttore artistico fu Syd Cain, che aveva rivestito tale ruolo in Agente 007 - Licenza di uccidere e in Dalla Russia con amore, dove peraltro Koscina era stata presa in considerazione per il ruolo di Tatiana Romanova.

## Trama
Uno scrittore inglese è inviato in Cecoslovacchia come agente segreto. Qui conosce un'affascinante ragazza, che si innamora di lui e lo aiuta a sfuggire alle trappole che il nemico pone sul suo cammino.

## Produzione
Il film, sebbene ambientato a Praga, fu girato a Padova.

## Accoglienza
Howard Thompson, del New York Times, non rimase impressionato, definendolo "un liscio e blando rimescolamento di grottesco e suspense, non particolarmente nuovo, almeno per ora, né davvero divertente". Lodò un'interpretazione in particolare: "la maggior parte del vero divertimento proviene dalla bocca di Robert Morley...".